# گوندوغموش
گوندوغموش (به ترکی استانبولی: Gündoğmuş) یک منطقهٔ مسکونی در ترکیه است که در استان آنتالیا واقع شده‌است. گوندوغموش ۹۰۰ متر بالاتر از سطح دریا واقع شده‌است.